# Ariopsis felis
Ariopsis felis és una espècie de peix de la família dels àrids i de l'ordre dels siluriformes.

## Morfologia
- Els mascles poden assolir 70 cm de longitud total[2] i 5.500 g de pes.[3][4]

## Depredadors
Als Estats Units és depredat pel tauró camús (Carcharhinus leucas).

## Hàbitat
És un peix de clima subtropical i associat als esculls de corall.

## Distribució geogràfica
Es troba a l'Atlàntic occidental: des de Massachusetts i el nord del Golf de Mèxic fins al sud de Florida i Mèxic.

## Ús comercial
És comestible, però, generalment, no és consumit.